# Head & Heart
Head & Heart è un singolo del DJ britannico Joel Corry, pubblicato il 3 luglio 2020 come terzo estratto dal primo EP Four for the Floor e incluso nella prima raccolta Another Friday Night.
Il brano vede la partecipazione vocale del cantante britannico MNEK.

## Video musicale
Il video musicale, diretto da Elliot Sampson, è stato reso disponibile il 10 luglio 2020.

## Tracce
Testi e musiche di Joel Corry, Dan Dare, John Courtidis, Robert Harvey, Uzoechi Emenike, Leo Kalyan, Neave Applebaum e Lewis Thompson.
Download digitale, streaming
1. Head & Heart (feat. MNEK) – 2:46

Download digitale, streaming – Acoustic
1. Head & Heart (feat. MNEK) (Acoustic) – 3:38

Download digitale, streaming – Jack Back Remix
1. Head & Heart (feat. MNEK) (Jack Back Remix) – 4:19

Download digitale, streaming – VIP Remix
1. Head & Heart (feat. MNEK) (VIP Remix) – 3:12

Download digitale, streaming – Vintage Culture & Fancy Inc Remix
1. Head & Heart (feat. MNEK) (Vintage Culture & Fancy Inc Remix) – 3:34

Download digitale, streaming – Tiësto Remix
1. Head & Heart (feat. MNEK) (Tiësto Remix) – 2:06

Download digitale, streaming – Remixes Pt. 1 EP
1. Head & Heart (feat. MNEK) (Jack Back Remix) – 4:19
2. Head & Heart (feat. MNEK) (Vintage Culture & Fancy Inc Remix) – 3:34
3. Head & Heart (feat. MNEK) (Majestic Remix) – 2:53
4. Head & Heart (feat. MNEK) (NightFunk Remix) – 3:28

Download digitale, streaming – Remixes Pt. 2 EP
1. Head & Heart (feat. MNEK) (Timmy Trumpet Remix) – 3:04
2. Head & Heart (feat. MNEK) (Jess Bays Remix) – 3:20
3. Head & Heart (feat. MNEK) (Kolidescopes Remix) – 3:28
4. Head & Heart (feat. MNEK) (Kokiri Remix) – 3:10
5. Head & Heart (feat. MNEK) (Simon Field Remix) – 3:09
6. Head & Heart (feat. MNEK) (Mashd n Kutcher Remix) – 2:58

Download digitale, streaming – Ofenbach Remix
1. Head & Heart (feat. MNEK) (Ofenbach Remix) – 2:38

## Formazione
- Joel Corry – produzione
- MNEK – voce, produzione vocale
- Kolidoscopes – produzione, ingegneria del suono, registrazione cori
- Lewis Thompson – produzione, ingegneria del suono
- Neave Applebaum – produzione, ingegneria del suono
- Kevin Grainger – missaggio, mastering

## Successo commerciale
Head & Heart ha raggiunto la vetta della Official Singles Chart britannica nella pubblicazione del 30 luglio 2020 grazie a 67 806 unità di vendita, regalando ad entrambi gli interpreti la loro prima numero uno nel Regno Unito.
È stato il 10º singolo più riprodotto dalle radio italiane nel 2020.

## Classifiche

### Classifiche settimanali
| Classifica (2020-23) | Posizione massima |
| -------------------- | ----------------- |
| Australia            | 2                 |
| Austria              | 5                 |
| Belgio (Fiandre)     | 1                 |
| Belgio (Vallonia)    | 3                 |
| Bielorussia          | 171               |
| Canada               | 35                |
| Croazia              | 1                 |
| Danimarca            | 4                 |
| Estonia              | 18                |
| Francia              | 46                |
| Germania             | 4                 |
| Grecia               | 12                |
| Irlanda              | 1                 |
| Islanda              | 5                 |
| Italia               | 7                 |
| Lituania             | 2                 |
| Moldavia             | 52                |
| Norvegia             | 11                |
| Nuova Zelanda        | 5                 |
| Paesi Bassi          | 2                 |
| Polonia              | 3                 |
| Portogallo           | 15                |
| Regno Unito          | 1                 |
| Repubblica Ceca      | 4                 |
| Romania              | 2                 |
| Russia               | 6                 |
| Slovacchia           | 1                 |
| Slovenia             | 1                 |
| Spagna               | 79                |
| Stati Uniti          | 99                |
| Sudafrica            | 7                 |
| Svezia               | 4                 |
| Svizzera             | 4                 |
| Ucraina              | 38                |
| Ungheria             | 2                 |

### Classifiche di fine anno
| Classifica (2020) | Posizione |
| ----------------- | --------- |
| Australia         | 23        |
| Austria           | 27        |
| Belgio (Fiandre)  | 21        |
| Belgio (Vallonia) | 45        |
| Croazia           | 40        |
| Danimarca         | 30        |
| Germania          | 26        |
| Irlanda           | 3         |
| Islanda           | 69        |
| Italia            | 48        |
| Paesi Bassi       | 15        |
| Polonia           | 30        |
| Portogallo        | 117       |
| Regno Unito       | 5         |
| Romania           | 85        |
| Russia            | 59        |
| Svezia            | 16        |
| Svizzera          | 32        |
| Ungheria          | 15        |
| Classifica (2021) | Posizione |
| Australia         | 20        |
| Austria           | 25        |
| Belgio (Fiandre)  | 13        |
| Croazia           | 5         |
| Danimarca         | 25        |
| Germania          | 12        |
| Irlanda           | 16        |
| Islanda           | 30        |
| Italia            | 78        |
| Nuova Zelanda     | 29        |
| Paesi Bassi       | 24        |
| Polonia           | 94        |
| Portogallo        | 53        |
| Regno Unito       | 17        |
| Russia            | 50        |
| Svezia            | 27        |
| Svizzera          | 23        |
| Ungheria          | 15        |
| Classifica (2022) | Posizione |
| Australia         | 97        |
| Belgio (Fiandre)  | 129       |
| Islanda           | 91        |
| Classifica (2023) | Posizione |
| Moldavia          | 164       |